# Ruan Chengfa
Ruan Chengfa (chinesisch 阮成发, Pinyin Ruǎn Chéngfā; * Oktober 1957 in Wuhan, Provinz Hubei) ist ein chinesischer Politiker und dient seit 2020 als Sekretär der Kommunistischen Partei von Yunnan. Zuvor fungierte er als Gouverneur von Yunnan, Sekretär der Kommunistischen Partei in Wuhan, als Bürgermeister von Huangshi, als Chef des Generalbüros der Regierung der Provinz Hubei, als Vizegouverneur von Hubei und als Parteichef von Xiangfan.

## Leben
Ruan wurde in Wuhan geboren. Er begann 1979 als Textilarbeiter in einer örtlichen Bekleidungsfabrik. Er trat 1982 in die Kommunistische Partei ein. Er studierte internationalen Kommunismus an der Central China Normal University und promovierte in Rechtswissenschaften. 1994 übernahm er die Kontrolle der Wertpapierkommission von Wuhan. Im September 1995 wurde er Parteichef des Bezirks Wuchang in Wuhan. Im Dezember 1997 wurde er zum Generalsekretär des Wuhan-Parteikomitees ernannt. Im März 1998 wurde er der Bürgermeister von Huangshi; im November 2011 der Generalsekretär der Provinzregierung von Hubei; im Dezember 2002 der Parteichef von Xiangfan und im September 2004 der Vize-Gouverneur von Hubei.
Im Januar 2008 wurde er zum Bürgermeister von Wuhan ernannt. Im Januar 2011 wurde er zum Parteichef von Wuhan befördert. Als Parteichef der Provinzhauptstadt saß er auch im Ständigen Parteikomitee der Provinz Hubei. Ruan wurde das explosionsartige Wachstum der Infrastruktur zugeschrieben, z. B. der Bau der zweiten Ringstraße von Wuhan, der Baishazhou Avenue und der U-Bahn-Linie 8 der Metro Wuhan. Die Projekte reduzierten die Pendelzeiten erheblich und erleichterten die Überlastung der Stadt. Der endlose Bau belastete jedoch auch die Finanzen der Stadt. Die intensiven Bauarbeiten wurden zudem nach starken Regenfällen im Juni 2011 für umfangreiche Überschwemmungen verantwortlich gemacht.
Im Dezember 2016 wurde Ruan überraschend in die Provinz Yunnan versetzt. Am 13. Dezember wurde Ruan zum Gouverneur von Yunnan ernannt. Im November 2020 wurde er vom Gouverneur zum Parteichef von Yunnan erhoben, was eine Beförderung darstellt.